# Ansu Toure
Ansu Toure (ur. 18 października 1981 w Monrovii) – liberyjski piłkarz, grający na pozycji pomocnika. W latach 2011–2013 w reprezentacji Liberii rozegrał 11 spotkań i zdobył 1 bramkę.